# Antonio García y Bellido
Antonio García y Bellido (* 10. Februar 1902 in Villanueva de los Infantes, Provinz Ciudad Real; † 26. September 1972 in Madrid) war ein spanischer Klassischer Archäologe.

## Leben
Antonio García y Bellido studierte seit 1923 an der Universität Madrid, zu seinen Lehrern gehörten José Ramón Mélida, Manuel Gómez-Moreno Martínez, Hugo Obermaier und Elías Tormo. 1927 wurde er Assistent an der Universität Madrid, wo er 1929 bei Tormo mit einer Dissertation über die Familie der Churrigueras promoviert wurde. Am 15. Dezember 1931 wurde er auf den Lehrstuhl für Klassische Archäologie an der Universität Madrid berufen. Seine Studien beendete er bei mehreren Aufenthalten in Deutschland, vor allem Gerhart Rodenwaldt wurde an der Berliner Universität zu einem wichtigen Lehrer. Seine Stellung blieb vom Spanischen Bürgerkrieg unberührt, er galt als sehr patriotische Person. Von 1951 bis zu einer Emeritierung im Jahr 1972 war García y Bellido auch Direktor des Instituto Español de Arqueología „Rodrigo Caro“ del Consejo Superior de Investigaciones Científicas.
García y Bellido war ein immens aktiver Ausgräber und Forschungsreisender, der sich mit nahezu allen Bereichen und Zeiten der Archäologie und Geschichte der Iberischen Halbinsel beschäftigte. Zu seinen wichtigsten Ausgrabungen gehörten die römische Stadt Iuliobriga (heute Julióbriga bei Reinosa), das Castro de Coaña, das Standlager der Legio VII Gemina in León und Empúries. Daneben beschäftigte er sich auch mit der griechisch-römischen Kultur in Griechenland und Italien. In den 1940er und 1950er Jahren verfasste er mehrere bedeutende archäologische Gesamtdarstellungen, daneben auch mehrere populärwissenschaftliche Bücher. Er begründete die Zeitschriften Archivo Español de Arqueología sowie Hispania antiqua epigraphica und war eine treibende Kraft hinter der Bibliotheca Archeologica. Er begründete auch das Corpus de Mosaicos de España und war mehrere Jahre für den spanischen Teil des Corpus signorum Imperii Romani verantwortlich. Zu seinen Schülern gehörten Augusto Fernández de Avilés, Concepción Fernández-Chicarro, Antonio Blanco Freijeiro und José María Blázques.
1934 wurde García y Bellido ordentliches Mitglied des Deutschen Archäologischen Instituts, 1940 der Archäologischen Gesellschaft zu Berlin. 1945 wurde er in die Real Academia de la Historia aufgenommen, ein Jahr später wurde er ordentliches Mitglied der Hispanic Society of America.
García y Bellido ist der Vater des Entwicklungsbiologen Antonio García-Bellido.

## Schriften (Auswahl)
- España y los españoles hace 2.000 años, según la Geografía de Strábon. 1945
- Hispania Graeca. 1948
- Arte romano. 1955
- Las religiones orientales en la España romana. 1967
- Veinticinco estampas de la España Antigua. 1967